# متحف لندن (كندا)
متحف لندن (بالإنجليزية: Museum London)‏ هو متحف الفن والتاريخ الموجود في لندن بمقاطعة أونتاريو الكندية، وهو الذي قد حافظ على قصة لندن ولندنرز أكثر من 70 عاما. يقع المتحف بالقرب من نهر التايمز في مبنى صممه ريموند مورياما، مهندس متحف باتا للأحذية في تورونتو والمتحف الوطني للمملكة العربية السعودية في الرياض. وتشمل مجموعته أكثر من 5000 من الأعمال الإقليمية والكندية وأكثر من 45,000 قطعة أثرية. وتشمل مجموعة أعمال باترسون إوين، جاك تشامبرس، وجريج كورنو الفنية بالإضافة لآخرين. ومن الأمثلة الملحوظة بشكل خاص على الفن الكندي «مجموعة السبعة» و«بول بيل». يعرض بشكل دائم أكثر من 100عمل فنيّ تركز في المقام الأول على فناني لندن ولكن يضم العديد من الأعمال العظيمة من الفن الكندي. التخزين المرئي يسمح لك أن ترى دائما المجموعة المفضلة القديمة وكذلك اكتشافات جديدة. في يناير 2015 زار المتحف الممثل والكوميدي ستيف مارتن. كان مارتن هناك لرؤية زيت لورين هاريس على قماش اللوحة التي سميت على اسم الشاطئ الشمالي، بحيرة سوبيريور، 1927.

## معرض الصور

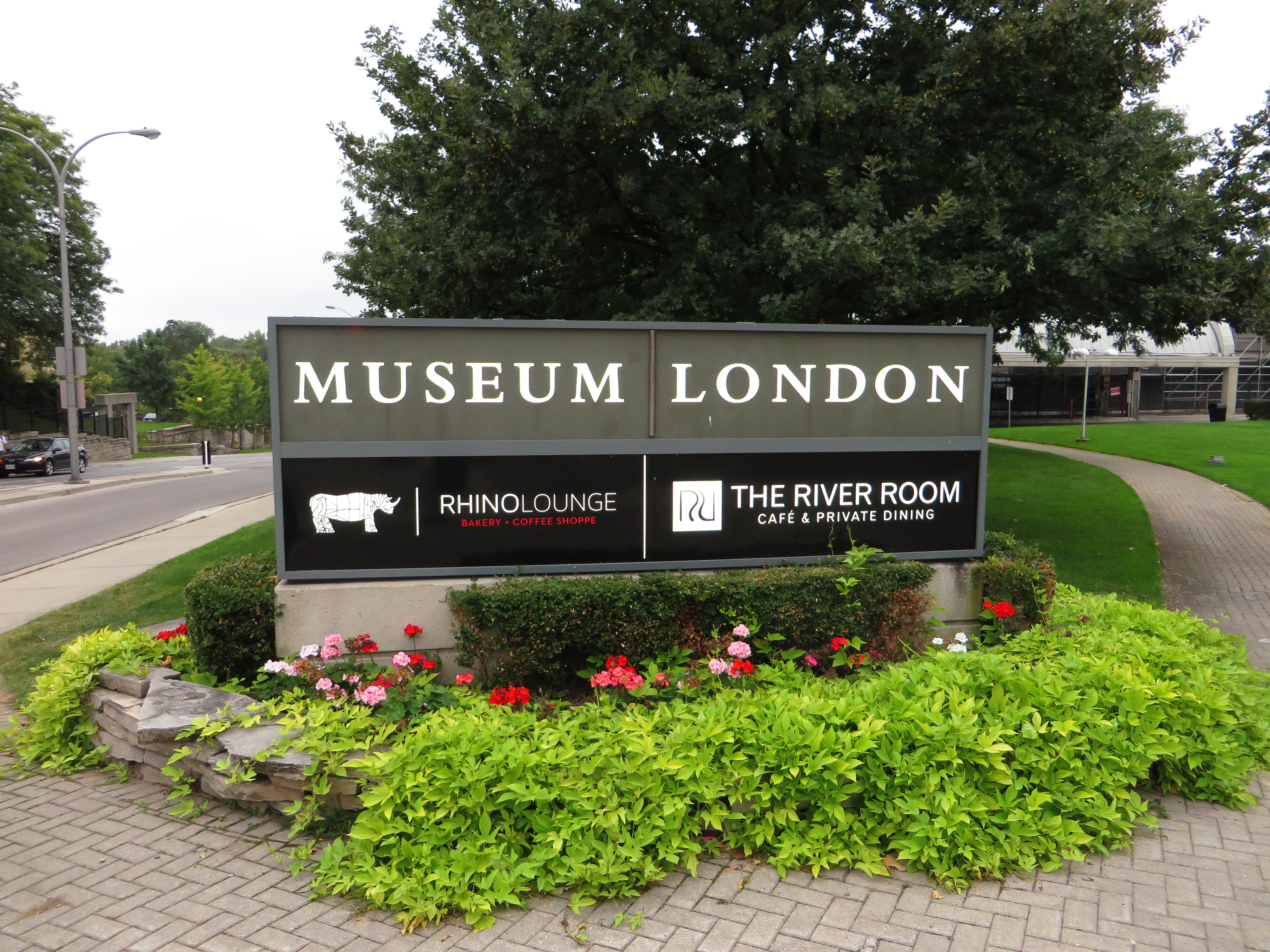
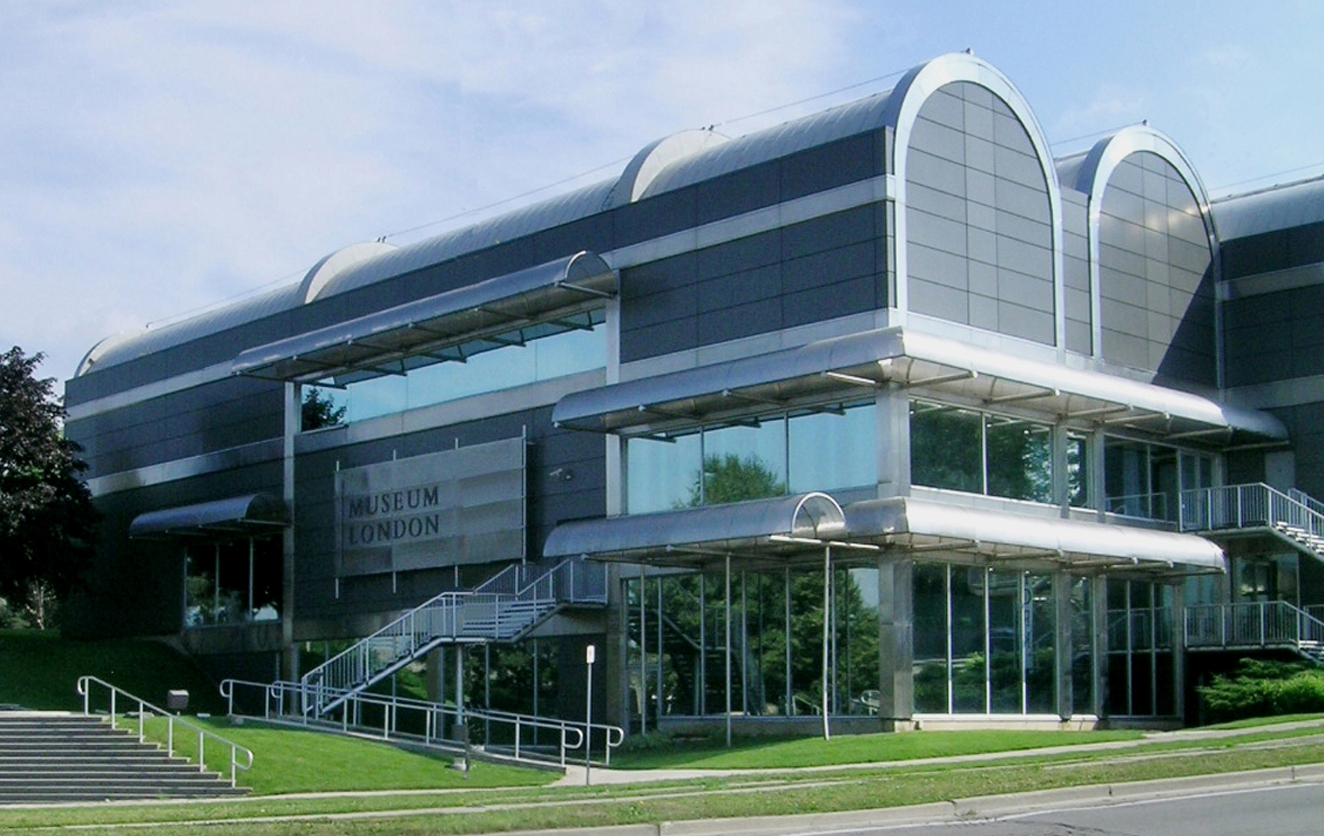
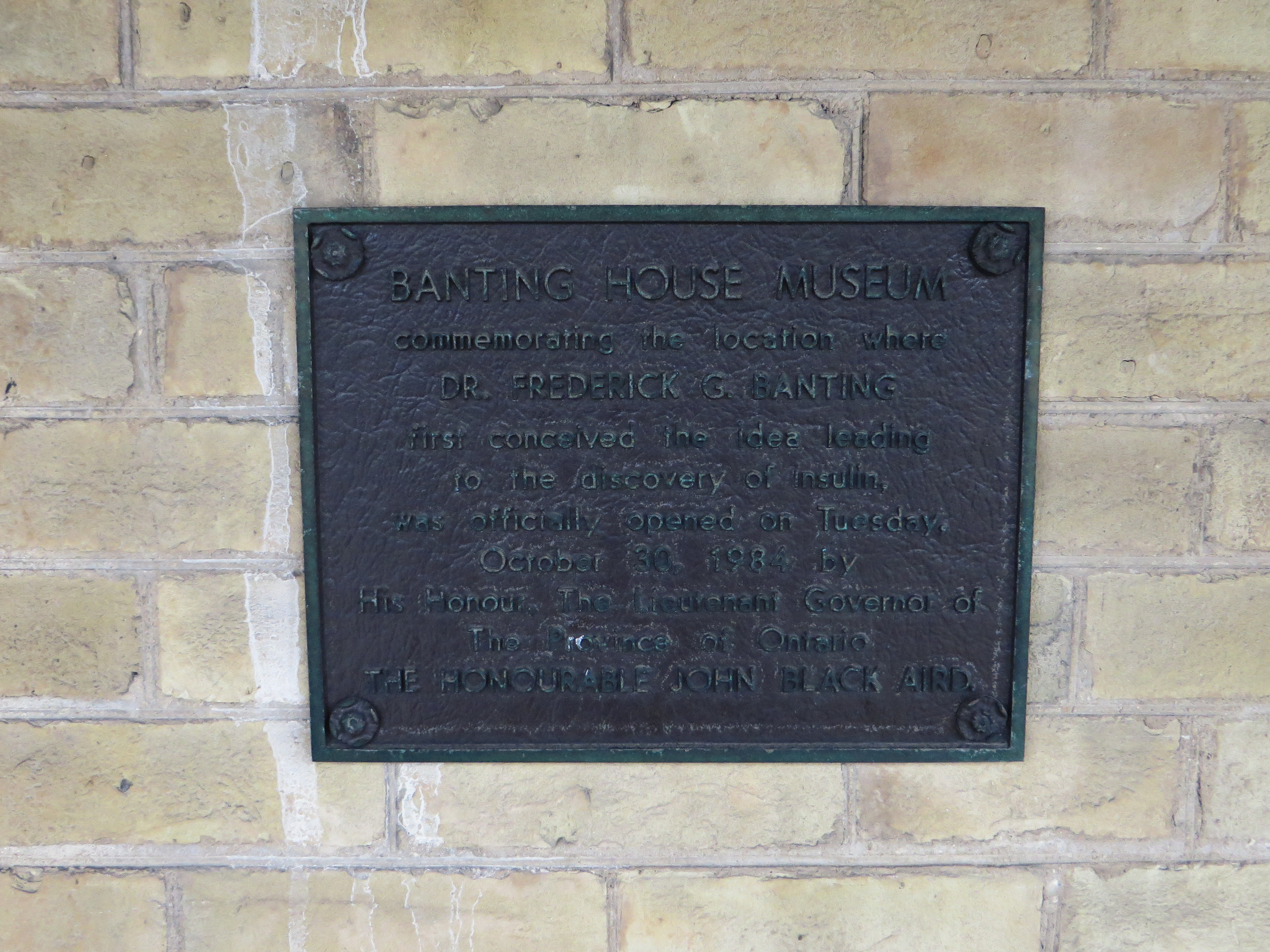